# Ruta Estatal d'Oklahoma 3
La Ruta Estatal d'Oklahoma 3, abreviada com a SH-3 o OK-3, és una autopista a l'estat d'Oklahoma, als Estats Units. Travessa diagonalment Oklahoma, i és la ruta estatal més llarga de l'estat; amb una extensió total de 990 quilòmetres (615 milles). A la població de Shawnee, l'autopista es divideix en la SH-3E i la SH-3W; tot afegint una E o una W al nom original de l'autopista per a indicar la direccionalitat cap a l'est (en anglès: east) o cap a l'oest (en anglès: west).